# Quasigeodäte
In der Mathematik kommen Quasigeodäten (auch Quasi-Geodäten) in Differentialgeometrie, metrischer Geometrie und geometrischer Gruppentheorie vor. Es handelt sich um Kurven, die nicht unbedingt kürzeste Verbindungen sind, aber deren Länge nur auf kontrollierte Weise von der der kürzesten Verbindungen abweicht.

## Definition
Es sei {\displaystyle (X,d)} ein metrischer Raum und {\displaystyle I\subset \mathbb {R} } ein (endliches oder unendliches) abgeschlossenes Intervall. Eine (nicht notwendig stetige) Abbildung
{\displaystyle c\colon I\to X}
ist eine Quasigeodäte, wenn es Konstanten {\displaystyle \lambda ,\epsilon >0} gibt, so dass für alle {\displaystyle s,t\in I} gilt:
{\displaystyle {\frac {1}{\lambda }}|s-t|-\epsilon \leq d(c(s),c(t))\leq \lambda |s-t|+\epsilon }.
Mit anderen Worten: {\displaystyle c\colon I\to X} ist eine quasi-isometrische Einbettung.

## Beispiele
- Im {\displaystyle \mathbb {R} ^{n}} oder allgemeiner in jeder einfach zusammenhängende Riemannsche Mannigfaltigkeit nichtpositiver Schnittkrümmung ist eine Geodäte immer eine Quasigeodäte.
- Die logarithmische Spirale {\displaystyle c(t)=(t\cos(\ln(1+t)),t\sin(\ln(1+t)))} ist eine Quasigeodäte, denn es gilt {\displaystyle |s-t|\leq d(c(s),c(t))\leq (2\pi +1)|s-t|}.
- Kontrollierte Störungen einer Quasigeodäten sind wieder Quasigeodäten, mit einer evtl. anderen Konstanten {\displaystyle \epsilon }.

Genauer: Wenn {\displaystyle c} eine Quasigeodäte ist und {\displaystyle d(c(t),c^{\prime }(t))<K} für eine Konstante {\displaystyle K} und alle {\displaystyle t\in I} gilt, dann ist {\displaystyle c^{\prime }} eine Quasigeodäte.
- Wenn {\displaystyle c\colon I\to X} eine Quasigeodäte und {\displaystyle f\colon X\to Y} eine quasi-isometrische Einbettung ist, dann ist {\displaystyle f\circ c} eine Quasigeodäte.

## Morse-Lemma
Es sei {\displaystyle (X,d)} ein Gromov-hyperbolischer Raum, zum Beispiel eine einfach zusammenhängende Riemannsche Mannigfaltigkeit negativer Schnittkrümmung.
Dann hat jede Quasigeodäte {\displaystyle c\colon \left[a,b\right]\to X} endlichen Hausdorff-Abstand von der (eindeutigen) Geodäte {\displaystyle c^{\prime }} durch {\displaystyle c(a)} und {\displaystyle c(b)}.
Genauer: Zu allen {\displaystyle \lambda ,\epsilon ,\delta } gibt es ein {\displaystyle R(\lambda ,\epsilon ,\delta )}, so dass jede {\displaystyle (\lambda ,\epsilon )}-Quasigeodäte in einem {\displaystyle \delta }-hyperbolischen Raum im Abstand {\displaystyle <R} von einer Geodäten liegt.
Insbesondere, wenn {\displaystyle X} {\displaystyle \delta }-hyperbolisch und {\displaystyle c} stetig und rektifizierbar ist, dann gilt für alle {\displaystyle x\in im(c^{\prime })}
{\displaystyle d(x,im(c))\leq \delta |\log _{2}l(c)|+1},
wobei {\displaystyle l(c)} die Länge von {\displaystyle c} bezeichnet.
Die analoge Aussage für CAT(0)-Räume oder Mannigfaltigkeiten nichtpositiver Schnittkrümmung trifft nicht zu. Ein Gegenbeispiel ist die logarithmische Spirale im {\displaystyle \mathbb {R} ^{2}}.